# Čechomor
Čechomor je svitavsko-pražská hudební skupina hrající české, moravské, slezské a slovenské lidové písně. Za dobu svého působení procestovali celou Evropu, Severní Ameriku, Rusko, Čínu, Mongolsko a Austrálii, spolupracovali s divadlem Na Palmovce, bratry Formany, divadlem Continuo a dalšími významnými umělci. V roce 2001 získali tři ceny Anděl.

## Historie

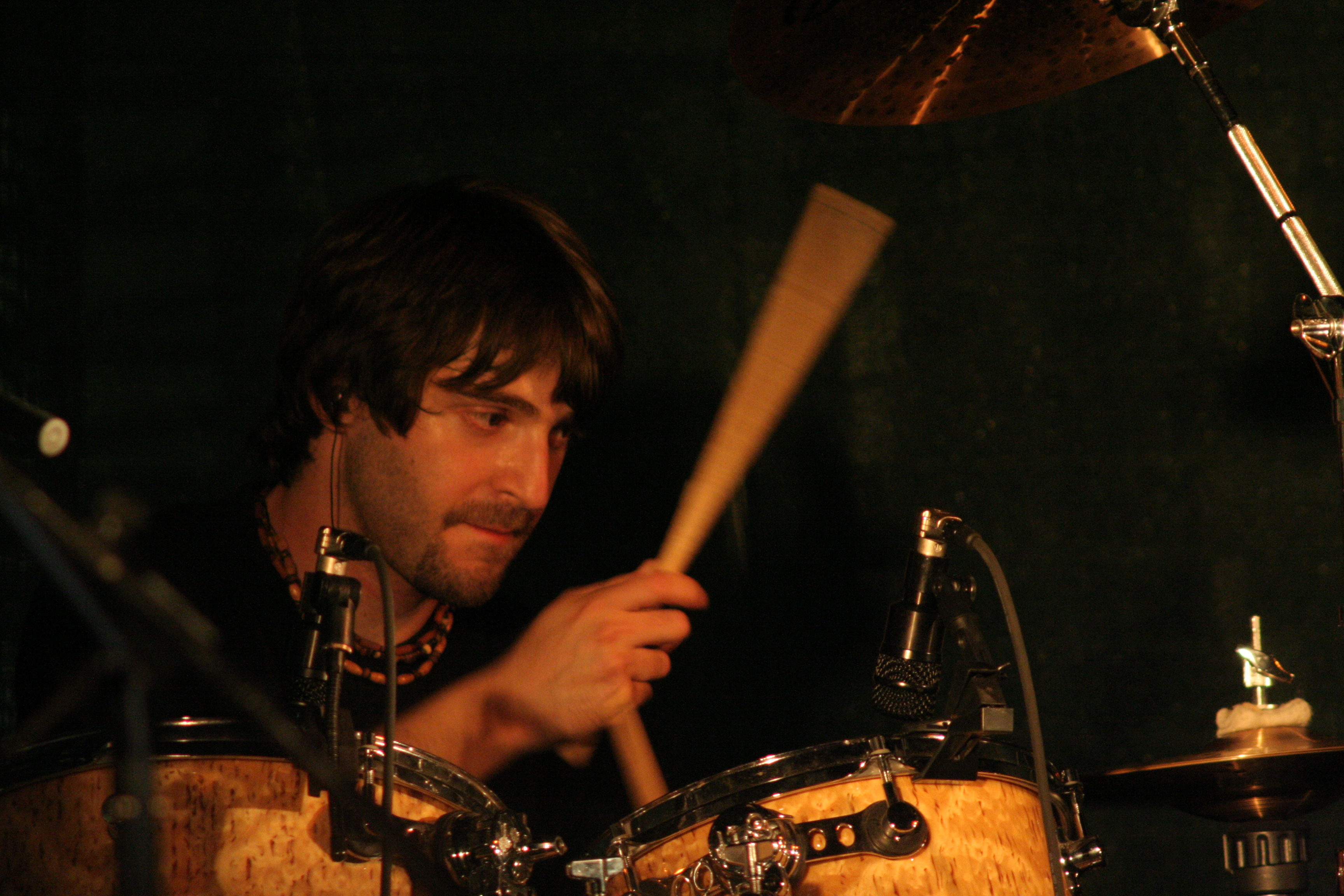
Bývalý bubeník Roman Lomtadze

Skupina vznikla v západomoravském městě Svitavy na jaře roku 1988, tehdy ještě jako I. Českomoravská nezávislá hudební společnost. V první sestavě hráli: Jiří Břenek (housle, zpěv), František Černý (kytara, zpěv), Jiří Michálek (harmonika) a Antonín Svoboda (housle). Svoje první album Dověcnosti vydala skupina na přelomu roku 1990 a 1991. Album obsahovalo celkem 18 lidových písní, které nebyly příliš známé. Roku 1994 začala skupina pozvolna přecházet z akustického pojetí zvuku do elektrického. Do skupiny přišel nový bubeník Martin Rychta a Michal Pavlík. Mezi lety 1994 a 1996 byl osloven houslista Karel Holas.

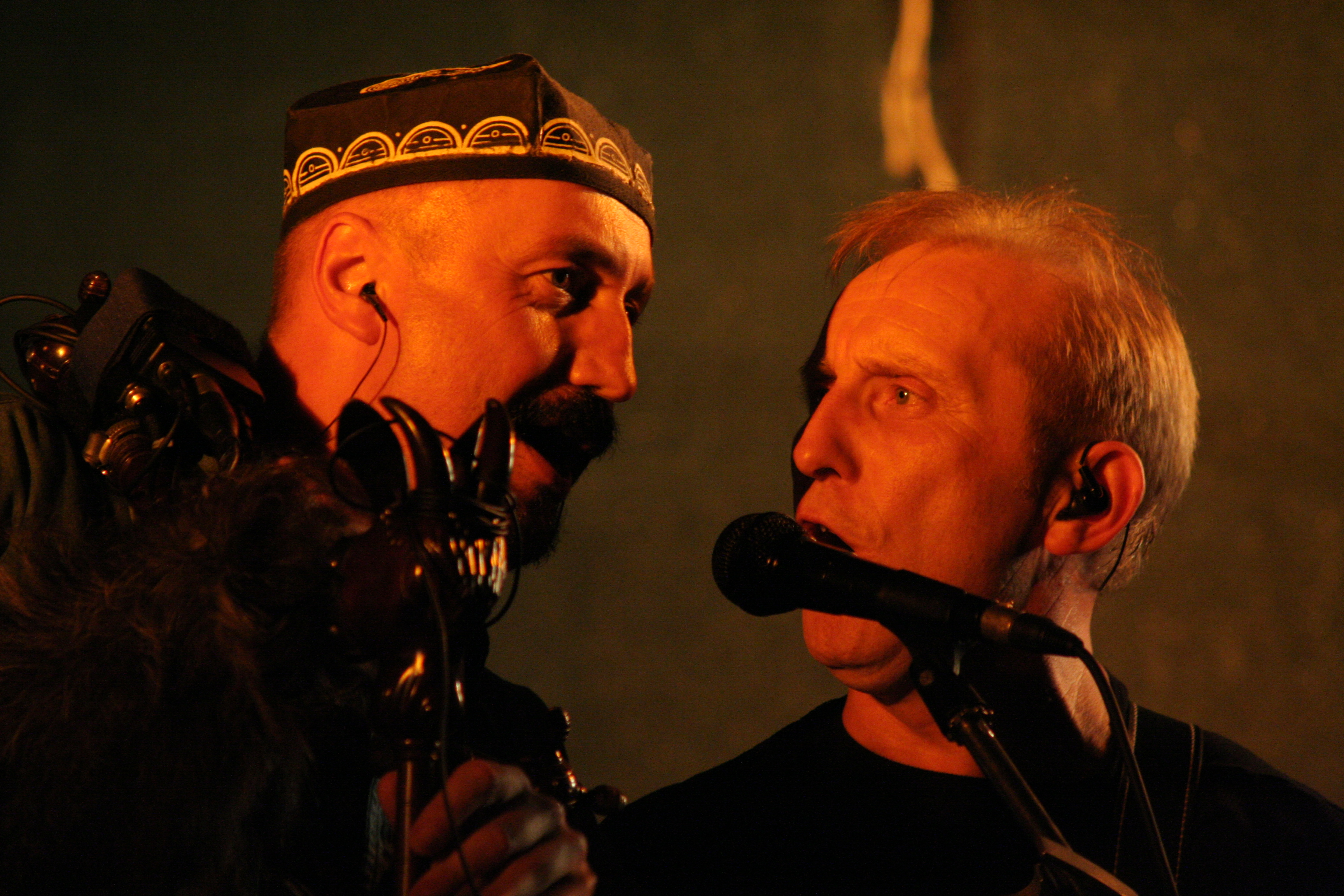
Michal Pavlík a František Černý

Skupina se rozhodla pro zkrácení jména na Českomoravská hudební společnost a pod tímto názvem vydala v roce 1996 album Mezi horami, které je podle některých kritiků nejlepším, které skupina vydala. Toto album obsahuje 16 skladeb. V roce 1996 zemřel po nemoci spoluzakladatel skupiny Jiří Břeněk. Karel Holas se stal stálým členem skupiny. V roce 1999 Českomoravská hudební společnost absolvovala jako předskokan turné se skupinou Lucie. O rok později vydala skupina nové album Čechomor, podle kterého si zkrátila jméno do současné podoby. Na tomto albu se poprvé jako host podílela i Lenka Dusilová, která je dnes stálým hostem (kytara, zpěv). Téhož roku Čechomor vyrazil na turné s Jarkem Nohavicou. Po tomto turné přišel do Čechomoru nový bubeník Radek Klučka.
V roce 2001 se konal koncert v Rudolfinu, kde hrál Čechomor s komorním orchestrem Collegia českých filharmoniků. Tento koncert aranžoval známý zpěvák a skladatel Jaz Coleman. Jazovi se spolupráce s Čechomorem zalíbila a tak se pod jeho producentským vedením nahrálo další album Proměny. Na tomto albu hraje společně s Čechomorem opět Collegium českých filharmoniků a obsahuje dvanáct skladeb. Po vydání multiplatinové edice se počet skladeb rozšířil na 16. Za toto album získal Čechomor 3 Anděly – za skupinu roku, album roku a píseň roku Proměny.
V té době také skupinu oslovil režisér Petr Zelenka a spolu s Jazem Colemanem a Jarkem Nohavicou začali natáčet film Rok ďábla. Film byl uveden do kin v roce 2002 a získal Českého lva za nejlepší hudbu k filmu. Na podzim stejného roku vyšla koncertní nahrávka Čechomor Live pořízená na koncertu v pražské Brumlovce. Na tomto albu je celkem 21 skladeb.
Další živá nahrávka je z roku 2003. Záznam koncertu Proměny Tour 2003 vyšel na VHS, DVD a dvou CD. Obsahuje 28 skladeb a Čechomor za něj získal Anděla pro nejlepší DVD roku. V roce 2004 vystřídal bubeníka Radka Klučku Roman Lomtadze. Společně s ním vydala skupina album Co sa stalo nové obsahující 14 skladeb, které jsou na rozdíl od předchozích alb zcela nové. Na albu se jaké hosté podíleli irský zpěvák Iarla O´Lionaird a japonský bubeník a hráč na flétnu Joji Hirota. V roce 2007 se se skladbou Józef, mój kochany neúspěšně zúčastnili českého kola Velké ceny Eurovize – Eurosong
V současné době Čechomor koncertuje v rámci Kooperativa Tour a můžeme jej též vídat na různých kulturních festivalech. V roce 2008 vystupoval na turné se skupinou Divokej Bill v rámci 10 : 20 Connection Tour. Turné vzniklo díky tomu, že Billové slavili 10 let své existence a Čechomor již 20 let své velmi úspěšné kariéry.
V letech 2008-2009 postupně vznikla trilogie pověstí z hradů a zámků, rozdělená dle jejich původu – na České, Moravské a Slezské. Tato alba byla kombinovaná s mluveným slovem, píseň potom navazovala na danou pověst (jako vypravěči se představili Miroslav Vladyka, Bára Hrzánová, Radek Pastrňák a Ewa Farna). Na třetím nosiči (Pověsti slezských hradů a zámků) kapela poprvé studiově spolupracovala s Ewou Farnou. Písničky obsažené na těchto třech CD později vyšly jako komplet na jednom CD s několika bonusy (remixy dvou písní a píseň z reklamy na Starobrno). Další edice trilogie sdružovala jednotlivé CD v jednom boxsetu.
Od roku 2009 se kapela plně věnovala práci na nové desce. I během této doby Čechomor absolvoval spoustu koncertů jak v ČR, tak i ve světě. V zimě roku 2010 kapela připravila speciální vánoční koncertní turné, které tvořily až na pár výjimek výhradně vánoční písně (slavné více i méně). Jako host na turné vystoupila Ewa Farna.
V roce 2011 vyšlo nové album Místečko. Na desce se opět podíleli světoznámí muzikanti, jako například Gerry Leonard, který je dvorním kytaristou Suzanne Vega, Tony Levin, basista, který spolupracovat například s Pink Floyd, King Crimson a Peterem Gabrielem, či zpěvák Ivan Tásler. Kapela zvolila na album tvrdší zvuk a dalším výrazným posunem je zejména větší zastoupení autorských textů. Deska se krátce po vydání dostala na horní pozice prodejní hitparády.
V roce 2015 v dubnu přišel do skupiny nový bubeník Lukáš Pavlík, který nahradil předchozího bubeníka Patrika Sase. Lukáš před tím působil jako bubeník v kapelách Ewy Farne, Kamila Střihavky, Aleše Brichty... Kromě hry na bicí nástroje ovládá rovněž hru na kytaru. Je absolventem pražské konzervatoře Jaroslava Ježka.
V roce 2018 odešel ze skupiny Michal Pavlík a nahradili ho mladší hudebníci Adam Malík (elektrická kytara, klarinet) a Lukáš Čunta (basová kytara). S kapelou začala zpívat Martina Pártlová.
V roce 2018 odešel Lukáš Pavlík a přišel Matěj Lienert. Čechomor vydal k výročí 30 let alba Nadechnutí a Nadechnutí jinak společně s Martinou Pártlovou. Čechomor vydal desku Svátečnější Čechomor.
Během pandemie nemoci covid-19 v roce 2020 natočila skupina další řadové album s názvem Radosti života. Před tím v tomtéž roce projeli Česko na akustickém turné, kterého se zúčastnil i dřívější člen Radek Pobořil, tentokrát jako host.

## Členové

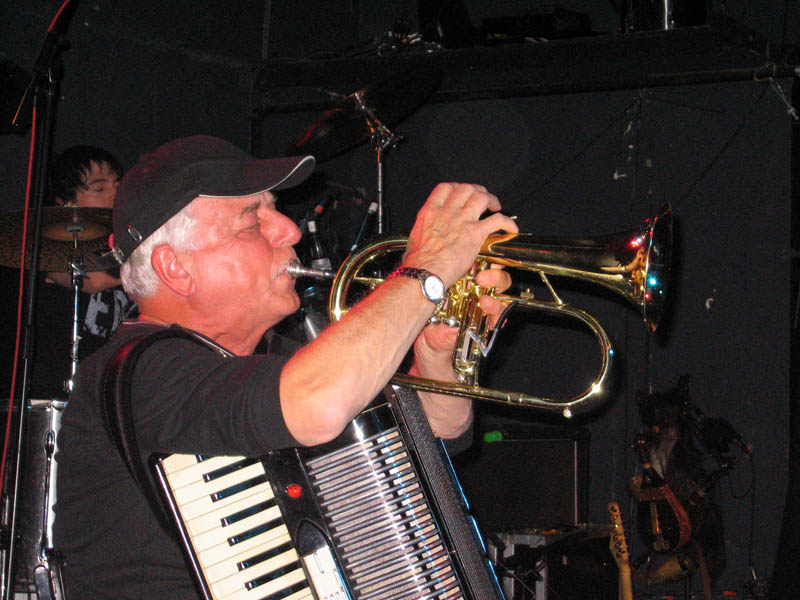
Radek Pobořil, New York, 2006

- Karel Holas (od 1994) – housle, zpěv
- František Černý (zakladatel) – kytary, zpěv
- Michal Pavlík (od 1994 do 2018) – violoncello, české dudy, klávesy
- Radek Pobořil (od 1990 do 2021) – akordeon, trubky, flétna
- Matěj Lienert (od 2017) – bicí, perkuse
- Lukáš Čunta (od 2017) – basová kytara
- Adam Malík (od 2017 do 2020) – kytara, klarinet
- Jan Kolář (od 2021) – hoboj, klávesové nástroje, akordeon
- Martina Pártlová (od 2017) – zpěv (stálý host)

## Diskografie
- 1991 – Dověcnosti
- 1996 – Mezi horami
- 2000 – Čechomor
- 2001 – Proměny
- 2002 – Rok ďábla
- 2002 – Čechomor Live
- 2003 – Proměny tour 2003
- 2004 – Čechomor 1991–1996
- 2005 – Co sa stalo nové
- 2006 – Stalo sa živě (CD i DVD)
- 2007 – Sváteční Čechomor

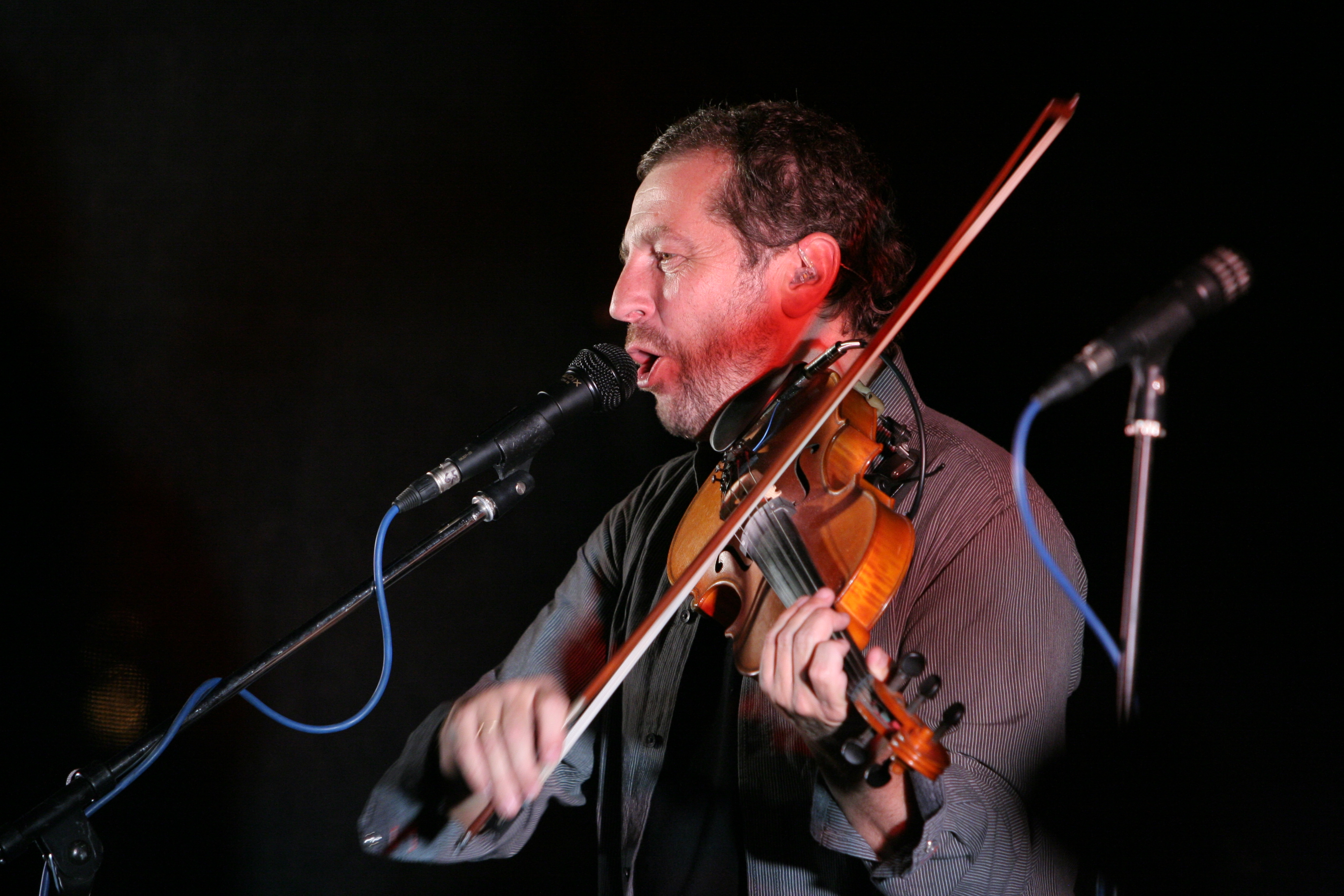
Karel Holas v roce 2007

- 2008 – OST – Svatba na bitevním poli
- 2008 – Pověsti moravských hradů a zámků (s Miroslavem Vladykou)
- 2009 – Pověsti českých hradů a zámků (s Bárou Hrzánovou)
- 2009 – Pověsti slezských hradů a zámků (s Ewou Farnou a Radkem Pastrňákem)
- 2010 – Písně z hradů a zámků (19 písní z předchozí trilogie, 2 bonusy)
- 2010 – Pověsti moravských, českých a slezských hradů (Komplet)
- 2011 – Místečko
- 2011 – Čechomor v Národním
- 2013 – Čechomor 25 – Český Krumlov live
- 2015 – Svátečnější
- 2018 – Nadechnutí
- 2018 – Nadechnutí jinak
- 2020 – Radosti života
- 2024 – Švarní šohajové